# Cimicoidea
Super-famille
Les Cimicoidea, ou Cimicoïdés, sont une super-famille d'insectes hétéroptères (punaises), de l'infra-ordre des Cimicomorphes.

## Systématique
La systématique de cette super-famille a beaucoup évolué et reste discutée sur certains aspects, notamment sa phylogénie. Elle est centrée sur deux familles principales, les Anthocoridae et les Cimicidae, ainsi que les Plokiophilidae, et les Polyctenidae. Dans une première définition de Kerzhner (1981), elle contenait en plus les Nabidae et les Velocipedidae. Les Nabidae ont ensuite été classés dans une autre super-famille, les Naboidea, et les Velocipedidae, à leur tour, dans une super-famille, les Velocipedoidea. 
De plus, la famille des Anthocoridae (telle que définie par Carayon en 1974) a été scindée par Schuh et S̆tys en 1991 en trois familles, les Anthocoridae au sens strict, les Lyctocoridae et les Lasiochilidae. Alors que le statut de famille des Lyctocoridae a été confirmé, les Lasiochilinae ont été maintenus au rang de sous-famille par Carpintero dans sa révision de 2014. 
Enfin, une nouvelle espèce, décrite en 2008, a donné lieu à la création d'une nouvelle famille, les Curaliidae. 
Ainsi, à ce jour, les Cimicoidea comprendraient six familles : les Anthocoridae (y compris les Lasiochilinae), les Cimicidae, les Curaliidae, les Lyctocoridae, les Plokiophilidae et les Polyctenidae. 
Plusieurs études tendent à confirmer sa monophylie dans sa définition actuelle. Les Lasiochilinae (ou Lasiochilidae) seraient le groupe-frère de tous les autres Cimicoidea, qui s'arrangeraient de la manière suivante : (Lasiochilinae + ((reste des Anthocoridae + Lyctocoridae) + (Plokiophilidae + (Cimicidae + Polyctenidae + Curaliidae)))).
Les Cimicoidea comprennent également trois familles fossiles.
Concernant les rangs taxonomiques supérieurs, les Cimicoidea formeraient, avec les Naboidea, les Cimiciformes,, au sein de l'infra-ordre des Cimicomorpha.
La séparation entre les Lasiochilinae et les Nabidae aurait eu lieu au Jurassique tardif, vers −161 millions d'années.  

### Liste des familles
Selon BioLib (17 avril 2022) (qui conserve encore les Nabidae) :
- Anthocoridae Fieber, 1837
- Cimicidae Latreille, 1802
- Curaliidae Schuh, Weirauch & Henry, 2008
- Lyctocoridae Reuter, 1884
- Nabidae A. Costa, 1853, dorénavant en général classés dans les Naboidea
- Plokiophilidae China, 1953
- Polyctenidae Westwood, 1874

Selon  Species File (17 avril 2022) (qui ne prend pas encore en compte les Curaliidae, et traite les Lasiochilidae comme famille) :
- Anthocoridae
- Cimicidae
- Lasiochilidae
- Lyctocoridae
- Plokiophilidae
- Polyctenidae

### Familles et genres fossiles
Selon BioLib (17 avril 2022) :
- famille des †Taimyrocoridae Popov, 2016
- famille des †Torrirostratidae Yao & al., 2014
- genre †Electrocoris Usinger, 1942

Auxquels le site Paleobiology Database (17 avril 2022) rajoute : 
- famille des †Vetanthocoridae Yao & al., 2006[12],[7]

La famille des †Mesopentacoridae Popov 1968, originellement placée dans les Cimicoidea, a été déplacée dans les Pentatomoidea (Pentatomorpha) par Szwedo en 2018.

## Caractéristiques
Les caractéristiques correspondant à la définition la plus récente des Cimicoidea sont liées aux organes reproducteurs : forte réduction du paramère droit, orientation transverse du paramère gauche, insertion du paramère gauche déplacée à mi-hauteur du pygophore, ainsi que des œufs sans micropyles. 

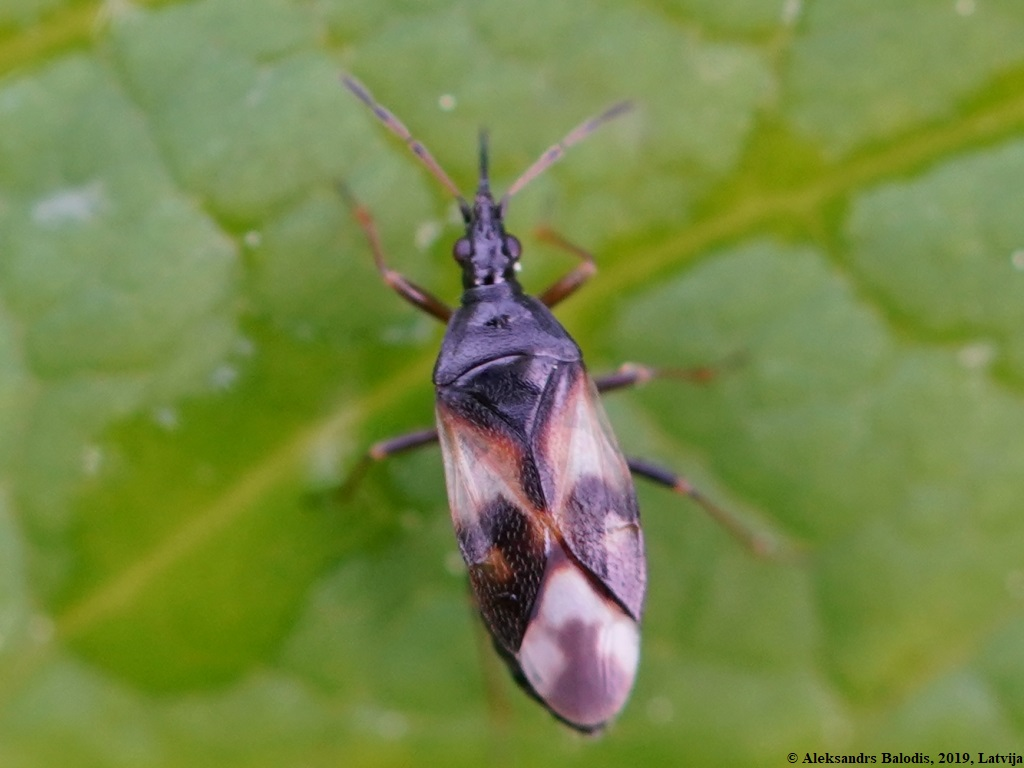
Anthocoridae : Anthocoris nemorum.
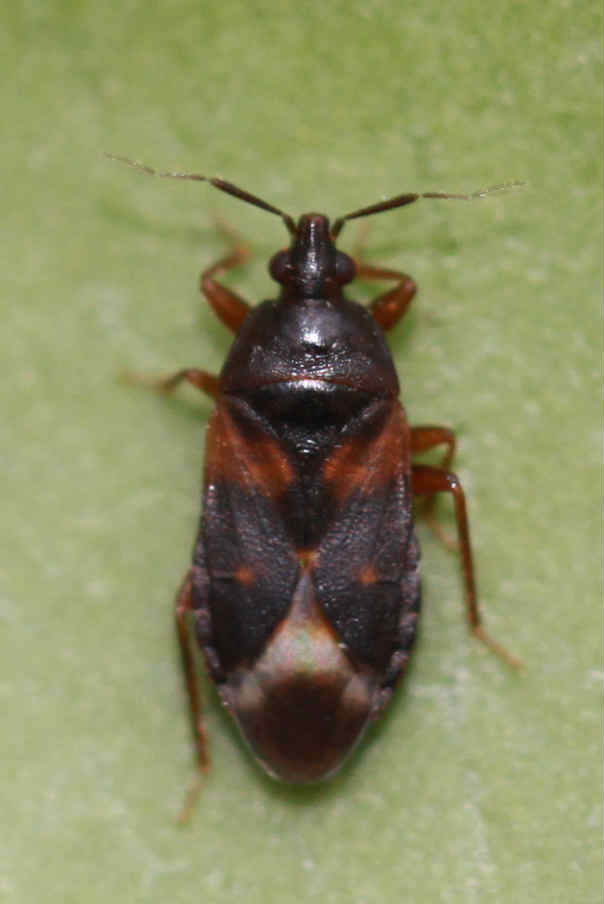
Lyctocoridae : Lyctocoris dimidiatus.
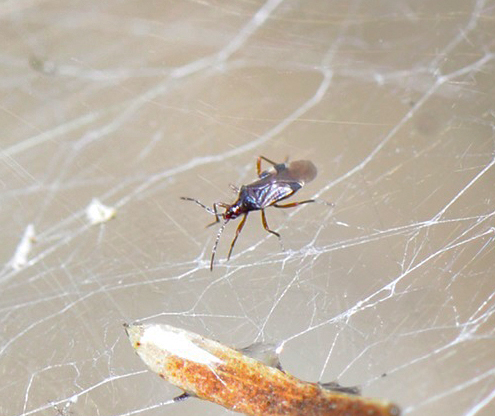
Plokiophilidae : Plokiophiloides bannaensis.
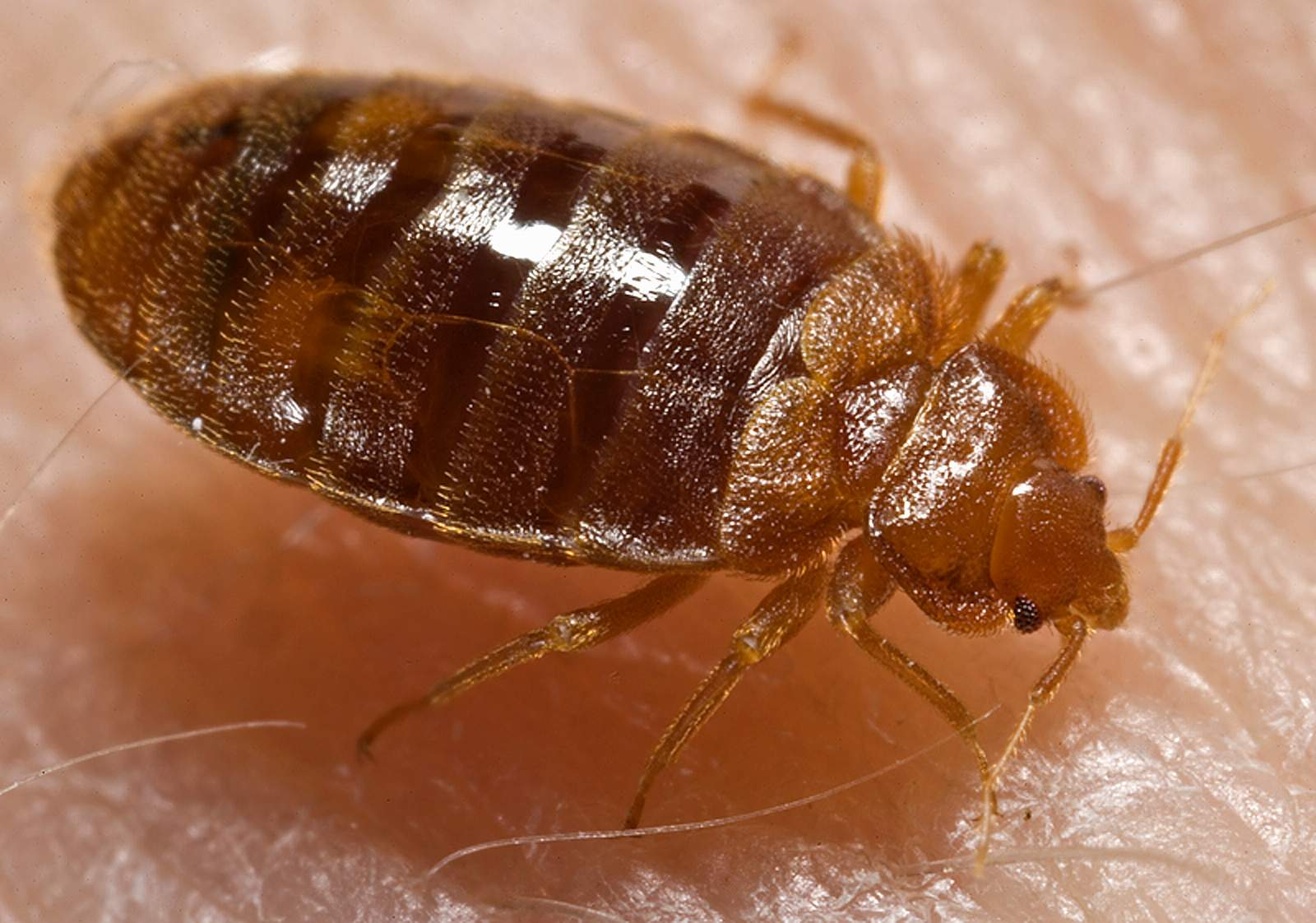
Cimicidae : Cimex lectularius, la Punaise des lits.
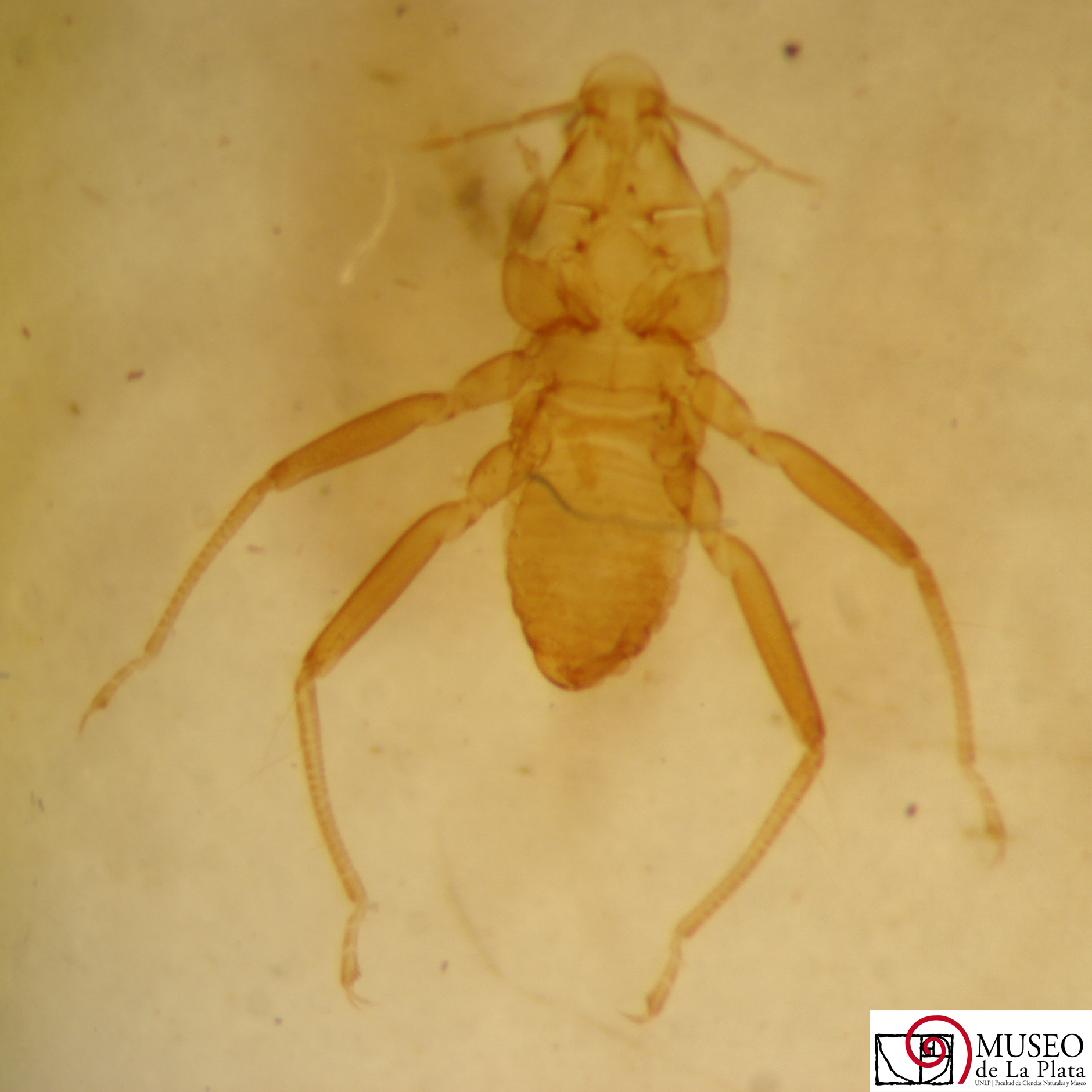
Polyctenidae : Hesperoctenes abalosi.
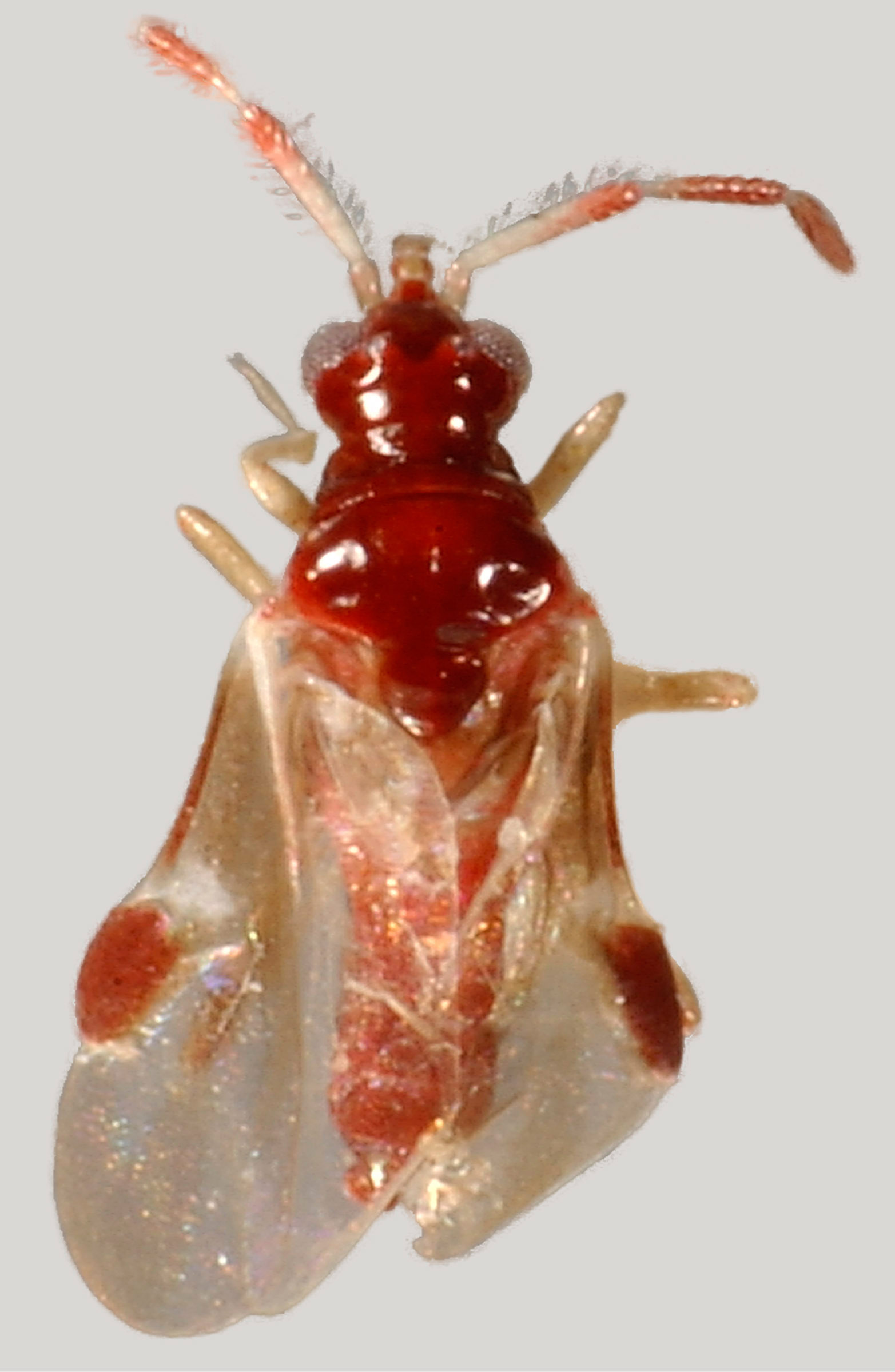
Curaliidae : Curalium cronini.